# 史豔文
史豔文，台灣電視布袋戲開創首播鼻祖戲《雲州大儒俠》之男主角；是黃俊雄及其父親黃海岱改編創作戲碼。改編自清代章回小說《野叟曝言》，黃海岱將小說中的主角文素臣、隨身家僕、做生意的劉大郎等角色，變成為國除奸的儒俠史炎雲、庸兒、言語詼諧的劉三，黃俊雄再將史炎雲易名為史豔文。
史豔文曾分別、先後地存在於霹靂布袋戲早期劇情，以及現在的金光布袋戲系列劇集裡。兩者為平行時空，部分人際關係設定有所不同。

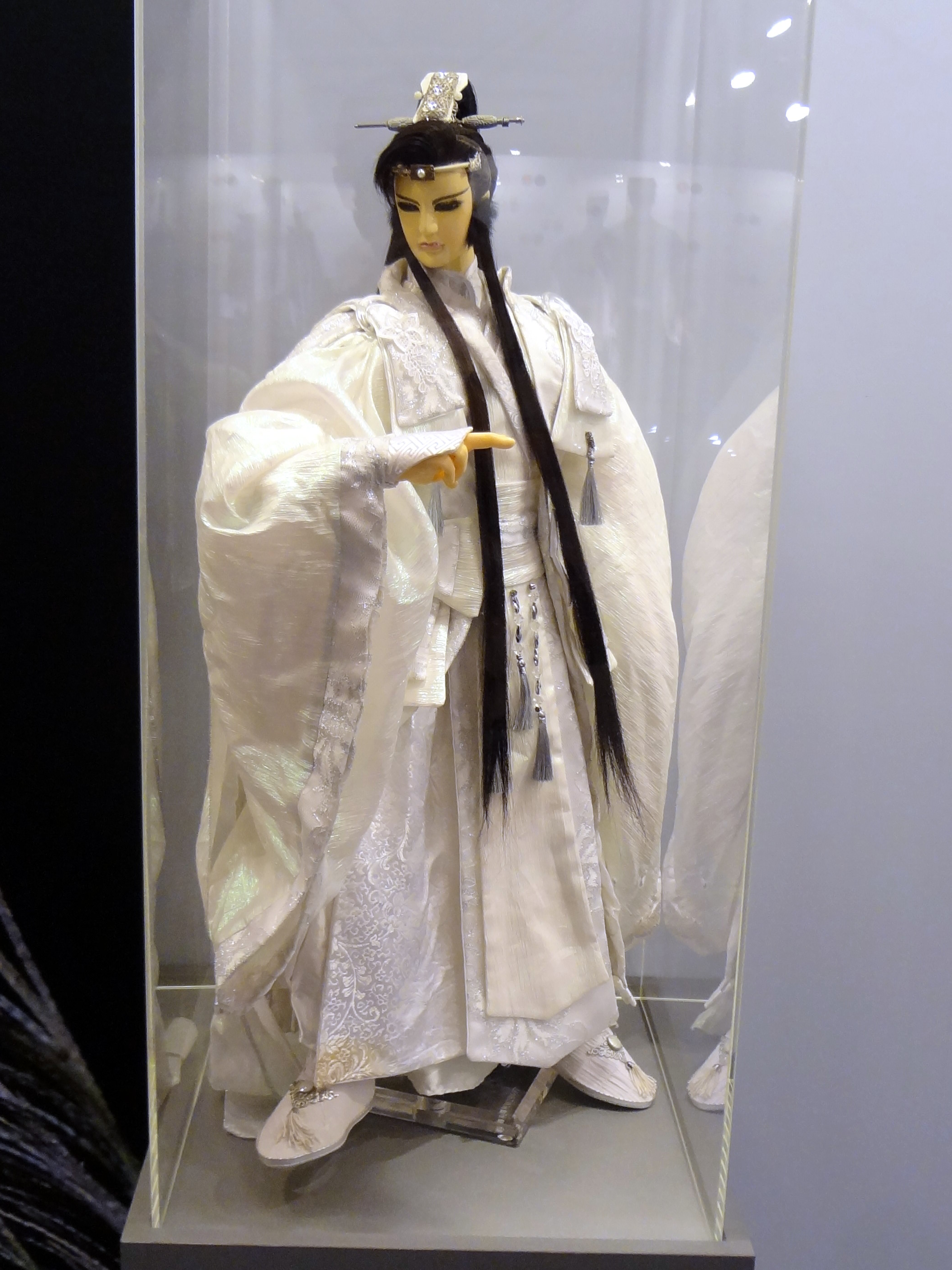
「金鐘五十．響」特別展展示的史豔文戲偶

## 角色設定
黃俊雄大師原始設定
- 背景：父史豐洲征交趾時殺死交趾一路元帥無頭將軍（藏鏡人父親），又為交趾軍二路元帥紫玄冠所殺。史老夫人獨力撫養史豔文至成年，史豔文欲投靠朋友京官洪重卿謀取功名，不料其正直舉動得罪於宰相安基謀被充軍；無頭將軍之子藏鏡人此時又不顧一切報仇，要使史豔文身敗名裂。故事由此展開。
- 出生：中原 - 雲州史家莊
- 人稱：史賢人、史君子、史大人、史將軍、史狗子（藏鏡人與苗疆主戰派所叫，與史君子相對的蔑稱）
- 父母：史豐洲（嘉靖皇帝欽命征交趾將軍）、水氏（劇中稱史老夫人和水夫人）
- 手足：藏鏡人（原名史驚武，苗疆名羅碧，相認後史豔文曾稱史羅碧）
- 妻子：劉萱姑（正室）、『苦海女神龍』波娜娜
- 情人：恨世生、廣東花
- 子女
  - 劉萱姑所生：史精忠/史貞忠（化名千舍利、俏如來、金烏勇士（影帶版）、寄鲲鵬、黓龍君）、史献忠（1970版云州大儒侠）、史仗義（化名小空、戮世摩罗、御魂笑光輝）、史存孝（化名雪山銀燕、馳突孤燕（1970版云州大儒侠波娜娜所生））。
  - 苦海女神龍所生：史菁菁（化名鷹女、燈下寂寞人（1970版云州大儒侠劉萱姑所生））[1]、史瑩瑩（琉璃貓白菲菲）（影帶版）
- 女婿：金太極
- 身分
  - 太陽星轉世
  - 化身：逃名客（電視版）、福德老爺（電視版）、天道一俠聖劍白陽生（影帶版）、乞丐皇帝呂望生（影帶版）、醜君拾字郎（電視版）、謎中謎（鷹燕龍虎榜版）
  - 官職：兵部左侍郎兼禮部尚書（架空明朝）
  - 甲子名人帖：天下第一掌（與藏鏡人同）
- 武功：纯陽掌、雪花飛劍法，金光十八掌、夢幻‧潛能-數返真經、天心掌、發在意先、纯陽一氣、辟邪烈日、纯陽貫地、飛瀑怒潮、怒潮襲天、天地一氣（陰陽合招 飛瀑行左、純陽走右 陰行陽招 陽行陰招 陰陽並流）。另外據藏鏡人所言，史豔文的武學見識也非同小可，不僅淵博且能在實戰中運用。
- 武器：龍泉寶劍
- 住所地：正氣山莊
- 朋友與武道同志：洪重卿（翰林學士）、庸兒（史豔文書僮）、劉三（妻子劉萱姑之兄，本名劉杉、文成劉公八世孫）、哈嘜一齒(兄)、哈嘜二齒(弟)[2]、怪老子[3]、爍爍俊小金剛[4]、荒野金刀獨眼龍、燕駝龍、賽關公周雄、風雨斷腸人、三缺浪人、五爪金鷹

## 詩號
1. 回憶迷茫殺戮多，往事情仇待如何？絹寫黑詩無限恨，夙興夜寐枉徒勞。
2. 乾坤乙定不修功，卦卜將來絕對空；蹙額連思兼嘆息，徒然命運不亨通。

## 人物
- 外表：相貌英俊清雋，於雲州大儒俠中其俊秀外表與及仁厚俠義的性格讓不少女子為之傾慕，鬖長烏髮高綰，頭繫銀白髮冠及長簪，身穿一襲雪白綾衣，一貫的儒生打扮。

- 性格：
  - 史豔文個性溫文敦厚，悲天憫人，是位內斂持重且文才洋溢的君子，其獨特的純陽功體讓他武功已臻絕境，但同時亦因此引來殺機，多次被捲入武林爭鬥之中。史豔文在雲州大儒俠中多次展現出其才學，如臨明世宗出題「梁惠王令公孫丑請駕文，在離婁上盡心告子讀萬章」，史豔文即答：「衛靈公遣公治長祭太白，於鄉黨中先進里仁武八佾」，可見其急才，除此之外，史豔文亦多次引用詩書，解各路雅士文人所出的難題。
  - 史豔文乃是純忠、純孝、純情、純義、純純男子漢，忠勇孝義四全君子，山醫命卜相五皮賢人，文武雙全，尊崇儒道， 溫文爾雅， 行俠仗義，以天下為己任，一生行事光明磊落，忠君愛國，堪稱完人的化身，世人之楷模。

- 處事與遭遇：
- 黃俊雄原劇
  - 明朝中葉，嘉靖君欽命將軍史豐洲（史豔文之父）親征交阯，以定邊陲。此次戰役兩軍互有傷亡，交阯將軍羅天從（藏鏡人之父）雖戰敗身殞，史豐洲亦於戰火中下落不明。當時史豔文年幼不諳世事、未解恩仇，藏鏡人卻因此將喪父亡國之痛歸咎史豔文、有如宿敵，誓不兩立…。十數年後，史豔文方逾弱冠之年，便因素行俠義而獲「雲州大儒俠」之美譽，因崇仰岳飛一生精忠，史豔文乃別母離家、攜書僮庸兒前往杭州祭拜之，不料從此步上江湖險路……。 史豔文行至杭州境內之後因投宿劉家店而與店主劉三相識（後與劉三之妹劉萱姑締結姻緣），結為摯友，孰知於一擂臺賽中得罪提督安天祥（奸相安基謀之弟），雖藉洪長卿舉薦得以面聖，卻遭奸相誣陷入罪，幸有公主謝紅豆說情，發配遼東充軍三年。然安基謀並未因此善罷干休，又埋兵百萬於西河驛館、欲誅殺史豔文，幸史豔文以孝心感動殺手高雲、獲贈龍泉寶劍，複有賽關公等人相助，方化險為夷。一路上被史豔文的為人所感化的江湖人士眾多，因而漸漸形成了一群追隨他的志士團體，簡稱中原群俠。
  - 期後史豔文被宰相誣陷，被判死刑，可史豔文並無反抗，只因皇令不可有違，史豔文的同伴得悉後趕往刑場欲將之劫走，史豔文生怕要連累同伴，在行刑前對侍機而行的同伴說：「……咱們的國法，其一是殺人償命，咱們的禮教忠孝禮節義，絕對不是用在犯法，如果有人為我不滿想劫犯，就是要使我生而不安，死而不寧！」，從此點也可見他剛烈耿直的性格，以及不忍同伴受牽連的仁善之心。
  - 此時匿身中原之藏鏡人見安基謀百般算計之下仍是成事不足，便告知嘉靖君將於八月中秋前往相國寺禮佛之事，安基謀立刻策劃叛變，幸事發之時，史豔文趕至解圍，乃受封為兵部侍郎兼太子少師，同時得知按察陳文炳落難之事。史豔文隨即趕往太華山，憑著機警、順利營救陳文炳安然而退。
  - 然一波未平、一波又起，史豔文為擒國犯，欲破困龍島，真假仙極思拉攏困龍島主雷英，乃與藏鏡人密謀七星破太陽之計畫，順利擊敗史豔文。史豔文負傷而逃之餘又為藏鏡人以飛瀑怒潮擊中，萬死一生之中為康城公主沙玉琳所救，藏鏡人因此設計假史豔文（巴士克）毀沙玉琳之名譽，導致沙玉琳化名恨世生欲殺史豔文。史豔文未知康城生變，致力於玉璽遭竊、國犯未擒之事，同時江湖中神秘角色相繼出現，暗凶不斷為惡肆虐……

- 新劇（天地風雲錄、金光御九界系列）
  - 史豔文雖得世人稱許，劇中人物多以「史賢人」、「史君子」稱之，但其三子「雪山銀燕」史存孝卻因為父親屢次犧牲史仗義而與他關係緊張，甚至否認父子關係；史豔文無奈以強硬方法回應，但他仍相信，儘管長子精忠與三子銀燕選擇不同道路，但仍會朝正確的方向成長。
  - 雖然史豔文至仁至善，但若被逼入絕境，亦會採取極端，以暴制暴，於天地風雲錄之決戰時刻中，史豔文與藏鏡人聯手欲破壞兒子小空入靈成為炎魔幻十郎，並夾攻初復活的炎魔。
  - 藏鏡人雖然追殺史豔文多年，但史從沒打算要殺掉他，而是希望他能覺悟；後來藏鏡人因戰敗而要拿下面罩，史豔文終確定藏鏡人為失散多年的胞弟，結果兩人被指同謀多年，分別受中原及苗疆人士追殺，期間巧合躲進九脈峰山洞內。在洞內藏鏡人講述其身世，並要與史豔文最終一戰，實際上是希望讓史豔文殺死自己，惟史豔文看穿了胞弟的用意，在交手一刻將其點穴，趁他暈倒時與他互換衣服，後離開洞穴，願代藏鏡人而死。（天地風雲錄之決戰時刻）
  - 事實上，此時史豔文已經對行走江湖多年感到無奈：「人生確實處處無奈，步步悲哀，我恨我不能做一個盡責的父親，我恨我不能改變過去，我恨我自己是史豔文，如同你一樣，我也只是活在別人期待之下、別人的眼光之中。這世間戰火不斷，誰能稱正，又能定誰為邪？就像你我一樣，正邪，只不過在那一線之間。命運所造成的遺憾，我們只能承受，而人生，就由我們自己決定。我會先引起追殺你的苗兵，只要藏鏡人一死，苗兵對你的追殺將會到此為止...... 我的胞弟，別再為他人而活，為自己活下去吧。」
  - 史豔文亦是大義之人，欲阻止魔世入侵中原，他犧牲二子史仗義（小空）以堵住魔世入口，後來史仗義受魔世修羅國度君主（修羅國度內部尊稱帝尊）的帝鬼控制，成為猛將「戮世摩羅」。史豔文與三子雪山銀燕史存孝、劍無極聯手，欲喚醒史仗義，但計劃失敗。（天地風雲錄之九龍變）
  - 在墨家鉅子默蒼離問史豔文能否下手殺親生兒子時，史豔文並沒正面回應，但借「沒有帶（三子）銀燕前來已表明立場」。（天地風雲錄之劍影魔蹤）
  - 長子史精忠決戰帝鬼時，史豔文負責阻止戮世摩羅支援帝鬼；在史精忠處下風之際，史豔文情急欲下重手殺掉戮世摩羅、救史精忠，但此時戮世摩羅一聲「父親」，令史豔文被自身功力反衝，重傷之際被捅一刀，失蹤至今。
  - 雲海過客表示，史豔文現在過得很好。（金光御九界之墨世佛劫）
  - 在俏如來和元邪皇決戰重傷撤退之時，和鬼飄伶現身擋下元邪皇腳步，協助俏如來逃走。之後和中原正道及苗疆將士共同抵禦元邪皇，阻止始界回歸，造成九界動亂。為阻止元邪皇，找上化名天地不容客的藏鏡人，希望能以兩人聯手，道法自然的陰陽合招，對抗元邪皇的燭龍自然之力。（金光御九界之墨邪錄）
  - 而後來到了歷來不為中原所知曉的「仙界」的主要地帶「仙島」。因清聖橋封印意外被破、馳突孤燕（雪山銀燕）闖入「修羅縫」並大肆屠戮，因而與修羅縫雙尊靈龜萬壽公、騰邪千歲爺合力、欲制伏馳突孤燕。但因史豔文心軟反受重創、並引來正在附近的天權文曲（鷹尊十雪天子）、天璣祿存（金蹄戰馬）、開陽武曲（司馬幻魂）三王而失敗。後因清聖橋封印意外被破、造成空間震盪緣故，「修羅縫」可能崩毀，史豔文因此答應雙尊兩人的要求，以自身功體拉住「修羅縫」的重要地帶「一線天」。（金光御九界之仙古狂濤）

## 二個妻子
劉萱姑，雲州大儒俠史豔文之妻，溫柔賢惠，蕙質蘭心。在兄長劉三的撮合下與史豔文結成夫妻，但史豔文明言，要在自己功成名就之後再與劉萱姑洞房，實則是拖延之計。與史豔文聚少離多，卻毫無怨言，盡心盡力的照顧婆婆與三個兒子。因史豔文在朝中的變故，劉萱姑與婆婆三子從此離散，後在尼姑庵中出家。因被苦海女神龍的誠心所打動，還俗後與女神龍、鷹女一同前往韃靼國居住。
苦海女神龍（波娜娜），遇中毒受傷的史豔文，史豔文乃太陽星下凡，與苦海女神龍的太陰星身份陰陽相引，為替史豔文解毒，兩人有一夜夫妻之情。後來苦海女神龍誕下女兒史菁菁（鷹女）再度來到中原，助史豔文除惡揚善。

## 40年的結局
在劇中，史豔文其最大的敵人是總是蒙著顏面的藏鏡人，史豔文為保護中原、消滅藏鏡人入侵的野心，而與藏鏡人展開一連串的鬥智鬥法。後來史豔文遭藏鏡人打落萬丈深淵，生死不明。
在2009年的黃俊雄布袋戲全國巡演中延續了之後的故事，原來史豔文和藏鏡人乃因兵亂而失散的親兄弟，身上有相同的胎記，而兩人的父親為劇中另一神秘角色中國強（即先前在戰亂中失蹤的史豐洲所化裝）。
2011年國家戲劇院版本，演出史、藏兩人原為雙胞胎兄弟，襁褓時故居被羅天從所滅，水氏情急之下只帶走史豔文。羅天從便想出毒計，扶養藏鏡人長大成人，再用他對付史豐洲。也因此造成史豔文與藏鏡人無止盡的爭鬥。

## 佚事
- 史豔文曾於1971年前後代理主持台視《田邊俱樂部——週末劇場》。
- 史豔文被戲迷稱為「史爸」，因而得「Spa」這稱號。
- 2015年第50屆金鐘獎在松山文化創意園區舉辦的「金鐘五十．響」特別展，展示史豔文戲偶。